# 88 Aquarii
c2 Aquarii
Désignations
88 Aquarii (en abrégé 88 Aqr), ou c2 Aquarii dans la désignation de Bayer, est une étoile de la constellation du Verseau.
88 Aquarii est une géante orange avec une magnitude apparente de +3,68. Elle est à environ 234 années-lumière de la Terre.